# Hysterocrates haasi
Hysterocrates haasi là một loài nhện trong họ Theraphosidae.
Loài này thuộc chi Hysterocrates. Hysterocrates haasi được Embrik Strand miêu tả năm 1906.